# The Most Dangerous Game (película)
The Most Dangerous Game (El Malvado Zaroff en España y La Presa más Peligrosa en Hispanoamérica) es una película de acción y aventuras estadounidense de la época pre-code basada en la novela homónima de Richard Connell, dirigida por Irving Pichel y Ernest B. Schoedsack, y protagonizada por Joel McCrea, Leslie Banks, Fay Wray y Robert Armstrong.
El rodaje tuvo lugar de noche en los mismos escenarios donde un año después se filmaría King Kong.

## Argumento
Mientras realizan una travesía por un canal de la costa occidental de Sudamérica a bordo de un yate de lujo, el capitán empieza a preocuparse por el hecho de que las luces que marcan la presencia de las rocas no aparecen en el mapa; sin embargo, el resto de los pasajeros le convencen de seguir con la ruta establecida. Entre estos se incluye Bob Rainsford (Joel McCrea). Tiempo después, el navío colisiona con una roca provocando una explosión cuando el agua inunda la sala de calderas. En consecuencia, sobreviven tres (entre ellos el propio Rainsford), pero dos fallecen devorados por un tiburón.
Tras avistar una exuberante isla en el horizonte, se dirige hacia ella. Una vez allí llega a un lujoso castillo donde es recibido por un expatriado ruso, el conde Zaroff (Leslie Banks), que es un entusiasta de la caza al igual que el náufrago. Es entonces cuando Rainsford conoce a un grupo de personas que han corrido su misma suerte: Eve Trowbridge y su hermano Martin (Fay Wray y Robert Armstrong), los cuales estaban acompañados por dos marineros que, por razones que ellos desconocen, están desaparecidos.
Durante esa misma noche, Zaroff revela su pasión por la cacería y cómo mató a un búfalo africano, Pero tras admitir que empezó a aborrecer el deporte, decidió crear "el juego más peligroso" en su isla, un juego en el que ahora Rainsford deberá tomar parte para sobrevivir.

## Reparto
- Joel McCrea como Robert "Bob" Rainsford.
- Fay Wray como Eve Trowbridge.
- Leslie Banks como Count Zaroff.
- Robert Armstrong como Martin Trowbridge.
- Noble Johnson como Ivan.
- Steve Clemente como Tártaro.
- Dutch Hendrian como Mayordomo.
- William B. Davidson como Capitán.

## Remasterización

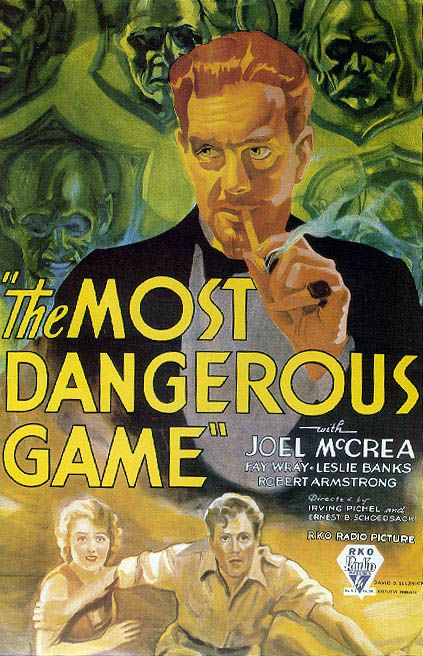
Cartel de estreno de The Most Dangerous Game (1932).

A partir de 1960 pasó a ser una obra de dominio público. La primera edición de alta calidad salió a la venta en LaserDisc por ROAN Group. En 1999 Criterion lanzó una edición DVD del film remasterizado con comentario de audio del historiador cinematográfico: Bruce Eder; y en 2008 Legend Films realizó su versión DVD junto con la versión original en blanco y negro.